# Heliconius metaphorus
Heliconius metaphorus är en fjärilsart som beskrevs av Gustav Weymer 1884. Heliconius metaphorus ingår i släktet Heliconius och familjen praktfjärilar. Inga underarter finns listade i Catalogue of Life.